# Ivan Martelanc (pravnik)
Ivan Martelanc, slovenski pravnik, stokovnjak za zavarovalništvo in politični delavec, * 3. junij 1902, Šempeter pri Gorici, † 26. oktober 1945, (?).

## Življenje in delo
Rodil se je v družini kmetov Ivana Martelanca in Matije Stepančič. Pred fašističnim pritiskom se je preselil v Kraljevino Srbov, Hrvatov in Slovencev in si v 30-tih letih 20. stoletja
v Sloveniji ustvaril družino. Uveljavil se je kot pisec razprav in člankov o zavarovanju in drugih gospodarskih vprašanjih, kater je objavljal v raznih slovenskih dnevnikih. Samostojno je izdal več študij (Vzajemna zavarovalnica 1900-1930, Ljubljana 1933; Problemi zavarovanja zoper škodo po toči, 1938). Za Univerzo v Ljubljani, kjer je leta 1943 doktoriral je napisal disertacijo Razvojna nagibnost oblike zavarovalnega podjetja. Kot javni delavec je bil aktiven v katoliških vrstah. V letih 1930−1937 je bil urednik mesečnika Zveze fantovskih odsekov Kres. Ob 6. mednarodnem kongresu Kristusa Kralja v Ljubljani je bil član pripravljalnega odbora, naslednje leto pa sourednik zbornika s poročili o kongresu. Na Primorsko se je vrnil med vojno in tu deloval v vrstah primorskega domobranstva. V organizacijskem štabu, ki je deloval v Trstu prve mesece leta 1944, je vodil kulturno-politični odbor, ki je imel odseke za ljudsko prosveto, šolstvo, tisk, civilno upravo, informacijsko službo in socialno pomoč. V tem okviru je vodil propagandne tečaje in si prizadeval za obnovo slovenskega šolstva. Zaradi protikomunističnega delovanja so ga 26. oktobra 1945 zvečer z ženo ugrabili na ulici Buonorroti in ga smrtno ranjenega z avtomobilom iz Trsta odpeljali v Jugoslavijo.